# 725 v.Chr.
Het jaar 725 v.Chr. is een jaartal volgens de christelijke jaartelling.

## Gebeurtenissen

### Assyrië
- Koning Salmanasser V begint een veldtocht tegen Hoshea van Israël en belegert de hoofdstad Samaria.

### Griekenland
- Koning Aristodemus is zegevierend in de Eerste Messenische Oorlog.
- Aristodemus raadpleegt het Orakel van Delphi tijdens het beleg van de Ithome berg.
- De geometrische periode van het Griekse aardewerk, wordt vervangen door de oosterse stijl.

## Overleden
- Peftjaoe'awybast, farao van Egypte